# Xysticus orizaba
Xysticus orizaba är en spindelart som beskrevs av Banks 1898. Xysticus orizaba ingår i släktet Xysticus och familjen krabbspindlar. Inga underarter finns listade i Catalogue of Life.